# Viên Hoa Trí
Viên Hoa Trí (tiếng Trung giản thể: 袁华智, bính âm Hán ngữ: Yuán Huá Zhì, sinh tháng 10 năm 1961, người Hán) là tướng lĩnh Quân Giải phóng Nhân dân Trung Quốc. Ông là Đô đốc Hải quân Quân Giải phóng Nhân dân Trung Quốc, Ủy viên Ủy ban Trung ương Đảng Cộng sản Trung Quốc khóa XX, hiện là Chính ủy Hải quân Trung Quốc. Ông nguyên là Phó Chính ủy Hải quân Trung Quốc; Chính ủy Không quân Chiến khu Đông Bộ; Chính ủy Lực lượng Thủy quân Lục chiến Trung Quốc; Chính ủy Viện nghiên cứu Hải quân.
Viên Hoa Trí là đảng viên Đảng Cộng sản Trung Quốc, ông có sự nghiệp quân sự thời gian dài ở Biển Đông, từng công tác ở lực lượng không quân trước khi trở thành lãnh đạo Hải quân Trung Quốc.

## Xuất thân và giáo dục
Viên Hoa Trí sinh tháng 10 năm 1961 tại huyện Miện Dương, được hợp nhất với huyện Hồng Hồ, nay là địa cấp thị Tiên Đào, tỉnh Hồ Bắc, Cộng hòa Nhân dân Trung Hoa. Ông lớn lên và tốt nghiệp phổ thông ở Tiên Đào, theo học các khóa học quân sự tại trường quân sự trong những năm công tác, được kết nạp Đảng Cộng sản Trung Quốc vào năm 1982.

## Sự nghiệp

### Các giai đoạn
Viên Hoa Trí nhập ngũ Quân Giải phóng Nhân dân Trung Quốc vào năm 1978 ở lực lượng Hải quân và công tác nhiều năm ở lực lượng này. Thời kỳ đầu, ông công tác ở Biển Đông, là Chính ủy Khu Cảnh sát biển Tây Sa thuộc Căn cứ hải quân Du Lâm. Sau đó, ông được điều về Bộ Công tác chính trị của Hải quân, đảm nhiệm vị trí Trưởng Ban Tin tức của Bộ Tuyên truyền, Chính ủy Lữ đoàn Thủy quân Lục chiến. Những năm 2000, ông là Tổng Biên tập "Báo Hải quân Nhân dân", Tổng thư ký Bộ Chính trị của Hải quân Trung Quốc rồi Phó Chủ nhiệm Bộ Chính trị Hạm đội Nam Hải tiếp tục hoạt động ở Biển Đông. Tháng 7 năm 2015, Viên Hoa Trí được phong quân hàm Thiếu tướng Hải quân (tương ứng Chuẩn Đô đốc), được bổ nhiệm làm Chính ủy Viện nghiên cứu Trang thiết bị Hải quân vào tháng 12 cùng năm. Tháng 3 năm 2017, ông được điều chuyển đảm nhiệm vị trí là Chính ủy Lực lượng Thủy quân Lục chiến Hải quân Trung Quốc. Đến tháng 12 năm 2018, ông được chuyển sang Không quân, nhậm chức Chính ủy Không quân Chiến khu Đông Bộ.

### Hải quân Trung Quốc
Tháng 3 năm 2019, Viên Hoa Trí được điều chuyển trở lại lực lượng Hải quân, nhậm chức Phó Chính ủy Hải quân Trung Quốc, được phong quân hàm Trung tướng (tương ứng Phó Đô đốc Hải quân) vào tháng 6 cùng năm. Đến tháng 1 năm 2022, Quân ủy Trung ương quyết định bổ nhiệm ông làm Chính ủy Hải quân Quân Giải phóng Nhân dân Trung Quốc, được nhà lãnh đạo Tập Cận Bình phong quân hàm Thượng tướng (tương ứng Đô đốc Hải quân), phối hợp chỉ huy Hải quân cùng Tư lệnh Đổng Quân. Giai đoạn đầu năm 2022, ông được bầu làm đại biểu tham gia Đại hội Đảng Cộng sản Trung Quốc lần thứ XX từ đoàn Quân Giải phóng và Vũ cảnh. Trong quá trình bầu cử tại đại hội, ông được bầu làm Ủy viên Ủy ban Trung ương Đảng Cộng sản Trung Quốc khóa XX.

## Lịch sử thụ phong quân hàm
| Quân hàm |             |             | Thượng tướng |  |  |  |  |  |  |  |  |
| Cấp bậc  | Thiếu tướng | Trung tướng | Thượng tướng |  |  |  |  |  |  |  |  |
|          |             |             |              |  |  |  |  |  |  |  |  |